# بتل (دلاور)
بتل، دلاور (به انگلیسی: Bethel, Delaware) یک سکونتگاه مسکونی در ایالات متحده آمریکا با جمعیت ۱۷۱ نفر است که در دلاویر واقع شده‌است.